# Ereda
Koordinaten: 59° 19′ N, 27° 15′ O
Ereda ist ein Dorf (estnisch küla) in der Landgemeinde Alutaguse (bis 2017 Mäetaguse). Es liegt im Kreis Ida-Viru (Ost-Wierland) im Nordosten Estlands.

## Beschreibung und Geschichte
Das Dorf hat 73 Einwohner (Stand 1. Januar 2011).
Der Ort wurde erstmals 1420 urkundlich erwähnt. Das Gut wurde um die Mitte des 15. Jahrhunderts gegründet.
Während der nationalsozialistischen deutschen Besetzung Estlands (1941–1944) stand auf dem Gebiet des Ortes ein Gefangenen- und Konzentrationslager. An das Schicksal der Inhaftierten erinnert ein 1967 errichtetes Denkmal von Peeter Somelar, das den Opfern des Faschismus gewidmet ist. Es wurde 2005 durch ein weiteres Denkmal der jüdischen Gemeinde des Kreises Ida-Viru erweitert.